# Zamachy na Sri Lance (2019)
Zamachy na Sri Lance – seria ataków terrorystycznych, do których doszło 21 kwietnia 2019 roku, w Niedzielę Wielkanocną na Sri Lance. W zamachach zginęło 269 osób, a co najmniej 500 osób odniosło obrażenia.

## Przebieg
21 kwietnia 2019 doszło do serii eksplozji w trzech kościołach i kilku hotelach w kilkunastu miastach Sri Lanki, w tym w byłej stolicy – Kolombo. W wyniku zamachów bombowych zginęło 269 osób, w tym cudzoziemcy, a co najmniej 500 osób zostało rannych.
Zamachy bombowe w kościołach wydarzyły się podczas mszy świętej w Niedzielę Wielkanocną w miastach Negombo, Madakalapuwa i w dystrykcie Kolombo, oraz w hotelach Shangri-La, Cinnamon Grand w byłej stolicy Kolombo.

## Sprawcy
Bezpośrednio po zamachu żadna grupa terrorystyczna nie wzięła za niego odpowiedzialności. Lokalna policja aresztowała na przedmieściach Dematagody osiem osób powiązanych z atakiem. Według brytyjskiego The Guardian sprawcy byli motywowani religijnie, ale na razie nie została oficjalnie podana do wiadomości publicznej religia ekstremistów. Wieczorem czasu lokalnego liczba aresztowanych wzrosła do trzynastu.
Jak poinformował rząd lankijski, zamachy przeprowadziła, dotąd mało znana, lokalna grupa islamska - National Thowheeth Jama'ath (NTJ).

## Ofiary zamachów
Wśród ofiar znalazło się wielu cudzoziemców. W zamachu zginęło troje dzieci Andersa Holcha Povlsena, multimiliardera oraz najbogatszego Duńczyka, a także Shantha Mayadunne, lankijska celebrytka kulinarna wraz z córką.
| Narodowość        | Zabici |
| ----------------- | ------ |
| Sri Lanka         | 223    |
| Indie             | 11     |
| Wielka Brytania   | 8      |
| Chiny             | 6      |
| Dania             | 3      |
| Holandia          | 3      |
| Stany Zjednoczone | 3      |
| Arabia Saudyjska  | 2      |
| Australia         | 2      |
| Hiszpania         | 2      |
| Turcja            | 2      |
| Bangladesz        | 1      |
| Japonia           | 1      |
| Portugalia        | 1      |
| Szwajcaria        | 1      |
| Suma              | 269    |